# 12, place du Marché (Arpajon)

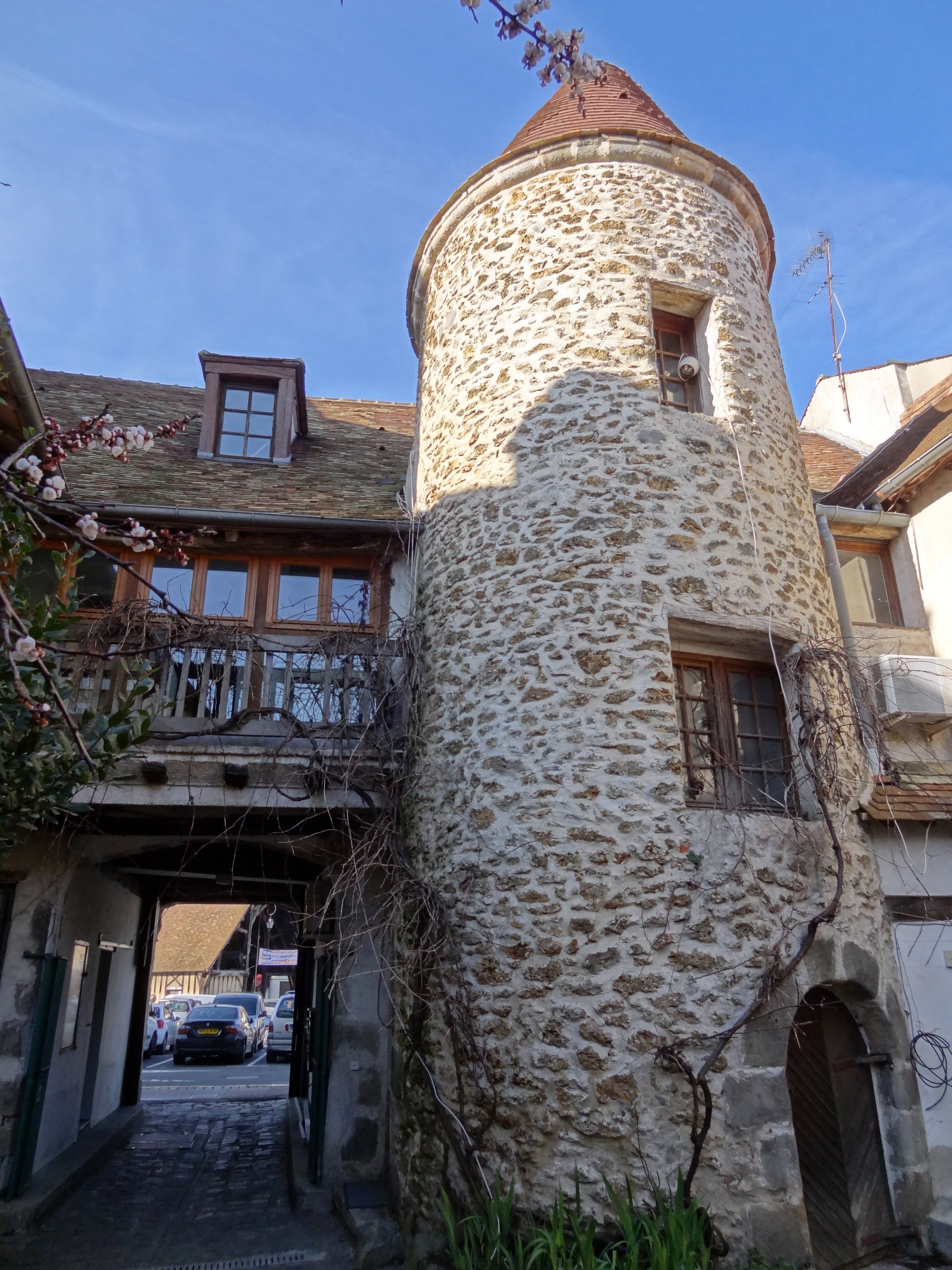
Treppenturm im Hof

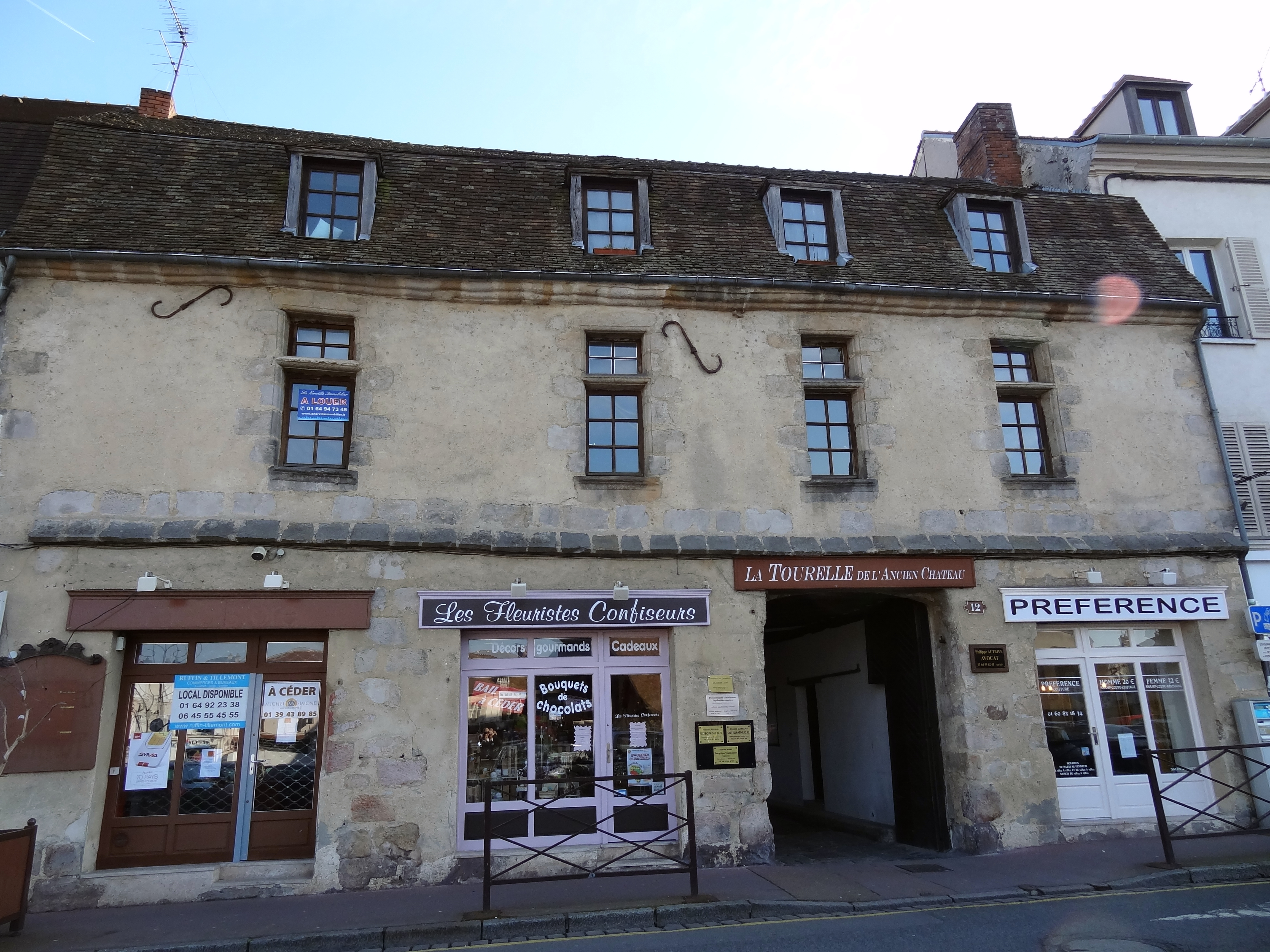
Gebäude Nr. 12, place du marché in Arpajon

Das Haus Nr. 12 am Place du Marché in Arpajon, einer französischen Gemeinde im Département Essonne in der Region Île-de-France, wurde Ende des 15. Jahrhunderts errichtet. Das Wohnhaus steht seit 1966 als Monument historique auf der Liste der Baudenkmäler in Frankreich.
Das Wohngebäude wurde wahrscheinlich kurz nach dem Bau der Markthalle am selben Platz errichtet. Die Geschäfte im Erdgeschoss stammen aus neuerer Zeit. Das Obergeschoss mit vier Fenstern und das Mansarddach, das mit flachen Ziegeln gedeckt ist, stammen aus der Erbauungszeit. Die Einfahrt zum Hof wird von mächtigen Steinquadern gerahmt.
Im Hof ermöglicht ein Rundturm mit Wendeltreppe den Zugang zu den Nebengebäuden.